# Companhia da Baía de Hudson
A Companhia da Baía de Hudson (em inglês: Hudson's Bay Company; abreviação oficial: HBC; em francês:  Compagnie de la Baie d'Hudson), comumente referida como "The Bay" ("La Baie" em francês), é a mais antiga corporação do Canadá e uma das mais antigas do mundo ainda em atividade. A corporação foi fundada em 1670, e controlou muito do comércio de peles nas colônias britânicas na América do Norte por vários séculos, explorando grande parte do norte da América do Norte. A sede da empresa é na Torre Simpson em Toronto, Ontário, e é propriedade da companhia nova-iorquina NRDC Equity Partners.
A região onde atualmente localizam-se as subdivisões canadenses de Alberta, Manitoba, Saskatchewan, Nunavut e os Territórios do Noroeste foram governadas pela Companhia da Baía de Hudson. Com o declínio do comércio de peles, a companhia cedeu seus territórios ao Canadá, e a companhia passou a ser uma vendedora de produtos vitais aos assentadores do oeste do Canadá. Atualmente, a companhia é uma das maiores redes comerciais do país, com lojas por todo o país, que vendem uma grande variedade de produtos.
O faturamento estimado da companhia para 2005 é de sete bilhões de dólares canadenses. A companhia está atualmente sediada em Toronto, Ontário.

## Conselho de diretores

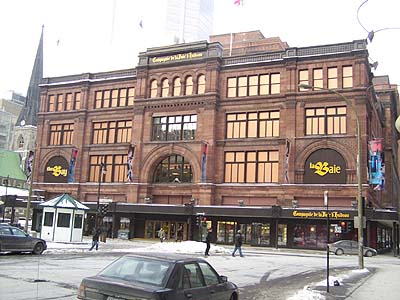
Uma loja da HBC em Montreal, Quebec.

Os membros atuais do conselho de diretores da Companhia da Baía de Hudson são:
- Jerry Zucker, governadores (chairman) e CEO
- Peter C. Bourgeois
- Paul Campoli
- George Heller
- James A. Ingram
- Robert B. Johnston
- Michael Paul-ada Lowry
- Michael Rousseau
- Brice Sweatt
- Julian A. Tiedemann

## Governadores
- Príncipe Ruperto (1670-1682)
- Jaime, Duque de Iorque e Albany (1683-1685)
- John Churchill, 1.° Duque de Marlborough (1685-1692)
- Sir Stephen Evans (1692-1696)
- Sir William Trumbull (1696-1700)
- Sir Stephen Evans (1700-1712)
- Sir Bibye Lake, Sr. (1712-1743)
- Benjamin Pitt (1743-1746)
- Thomas Knapp (1746-1750)
- Sir Atwell Lake (1750-1760)
- Sir William Baker (1760-1770)
- Sir Bibye Lake, Jr. (1770-1782)
- Samuel Wegg (1782-1799)
- Sir James Winter Lake (1799-1807)
- William Mainwaring (1807-1812)
- Joseph Berens (1812-1822)
- Sir John Henry Pelly (1822-1852)
- Andrew Wedderburn Colvile (1852-1856)
- John Shepherd (1856-1858)
- Henry Hulse Berens (1858-1863)
- Sir Edmund Walker Head (1863-1868)
- John Wodehouse, 1st Earl of Kimberley (1868-1869)
- Sir Stafford Henry Northcote (1869-1874)
- George Joachim Goschen (1874-1880)
- Eden Colvile (1880-1889)
- Donald Alexander Smith, 1.º Barão Strathcona e Mount Royal (1889-1914)
- Sir Thomas Skinner (1914-1915)
- Sir Robert Molesworth Kindersley (1916-1925)
- Charles Vincent Sale (1925-1931)
- Sir Patrick Ashley Cooper (1931-1952)
- William Keswick (1952-1965)
- Derick Heathcoat Amory (1965-1970)
- George T. Richardson (1970-1982)
- Donald S. McGiverin (1982-1994)
- David E. Mitchell (1994-1997)
- L. Yves Fortier (1997-2006)
- Jerry Zucker (2006-presente)